# Leporellus vittatus
Leporellus vittatus är en fiskart som först beskrevs av Valenciennes, 1850.  Leporellus vittatus ingår i släktet Leporellus och familjen Anostomidae. Inga underarter finns listade i Catalogue of Life.